# قشلاق حاجی‌آباد
قشلاق حاجی‌آباد ، روستایی از توابع بخش مرکزی شهرستان پاکدشت در استان تهران ایران است.

## جمعیت
این روستا در دهستان فرون آباد قرار دارد و براساس سرشماری مرکز آمار ایران در سال ۱۳۸۵، جمعیت آن ۹۰۶ نفر (۲۰۳خانوار) بوده‌است.